# Konstrukcija
Konstrukcija je bitan graditeljski, ali i estetski, element arhitekture. Svaka konstrukcija se sastoji od nosača (okomitih elemenata) i tereta (vodoravnih elemenata). Nosači su: zid, pilon, stup, stub i arkada. Tereti su: arhitrav, zabat, strop, svod, krov i kupola.

## Konstrukcijski elementi
Zid koji nosi i zatvara prostor može biti od slaganog kamena bez veziva (suhozid), s vezivom od ćerpića (trska + glina), žbuke (pijesak + vapno + voda) ili čak betona (šljunak + pijesak + voda + cement), a može imati i drvenu konstrukciju. Zidovi mogu biti oblikovani tako da naglašavaju neki unutarnji ili vanjski prostor kao što je slučaj s eksedrom, apsidom, nišom, i dr. 
Vrata su otvor u zidu kroz koji se ulazi u neki prostor, a prozor je otvor u zidu koji omogućuje ulazak svjetlosti i zraka. Različiti oblici vrata i prozora predstavljaju određeno konstruktivno rješenje i nosioci su dekorativnih elemenata nekog stila.
Stup je nosač kružnog presjeka koji slobodno stoji; najčešće se sastoji od baze, trupa i kapitela (glave). Stub je nosač pravokutnog presjeka koji slobodno stoji. Stup u obliku ljudske figure nazivamo Karijatida. Dva stupa ili stuba povezana lukom čine arkadu. 
Luk može bit polukružni ili šiljasti. Šiljasti omogućuju veći raspon između nosača - tj. veće otvore u zidu. Strop je ravni način zatvaranja gornje granice volumena unutrašnjeg prostora. 
Trabeacija je jedan od glavnih elemenata klasične arhitekture. To je vodoravni element kojeg nose stupovi, a stoji na kapitelima. 
Svod je konstruktivni element zatvaranja gornje granice unutrašnjeg prostora upotrebom zaobljenih oblika. On može biti bačvasti (lukovi u nizu), križni (križanjem dva bačvasta)  i križno-rebrasti kad se bridovi križnog svoda učvršćuju rebrima. 
Kupola je svod u obliku šuplje polukugle (u koju je upisana kružnica, a opet može biti upisana i elipsa). Prijelaz s kvadratne osnove nosača, na kružnu osnovu kupole može se riješiti pandantivima (sferni trokutovi) ili trompama (sferne niše).
Krov može biti ravan te od materijala od kojeg su nosači ili pak kos (jednoslivni, dvoslivni ili višeslivni), sastavljen od drvene konstrukcije i pokrivača (drvo, šindra, crijep, kamen, metal).
Tisućama godina gradnja se služila kamenom, drvetom i opekom, a onda se s industrijskom revolucijom u 19. st. uvode metalne konstrukcije i armirani beton (beton preko kostura od čeličnih šipki). Tada se počinje uvelike koristiti i staklo, ne samo za ispunjavanje prozora, nego i kao građevni element pročelja. Metalnom konstrukcijom uveden je potpuno nov način gradnje: dijelovi po mjeri napravljeni u tvornici se povezuju u cjelinu spajanjem ili montažom. Iznimno zahtjevne moderne konstrukcije nazivaju se tankoljusne strukture - zavijene, valovite strukture sposobne prenijeti veće količine tereta u više od dva smjera u potpornje.
Kao što je 19. st. obilježeno čeličnim konstrukcijama tako se u 20. st. najviše gradilo armirano-betonskim konstrukcijama. Nasuprot tradicijskoj gradnji, kad kuća raste postupno, armirano-betonsku se građevinu gradi u dvije faze: najprije se postavi kostur od uspravnih nosača (poput stubova) i vodoravnih ploča (strop ili kat), a onda se iznutra podižu pregradni zidovi, izvana se postavlja staklena (ili neka druga) ovojnica.

## Metalna konstrukcija
Metalna konstrukcija, u građevinarstvu, je nosivi sustav građevine pretežno sastavljene od metalnih elemenata. Ta se konstrukcija primjenjuju u gotovo svim područjima građevinarstva: zgradarstvu (hale, hangari, garaže, neboderi, tornjevi, krovišta, nadstrešnice, dimnjaci, skele), mostogradnji (željeznički, cestovni, pješački, cjevovodni mostovi) i hidrogradnji (zapornice, splavnice, cjevovodi pod tlakom, kesoni), te za transportna postrojenja (dizalice, žičare, kranske staze), spremišta (rezervoari, silosi, bunkeri), rudarska i metalurška postrojenja (bušaći i izvlačni tornjevi, visoke peći, podgrade), stupove različite namjene (rasvjetni, dalekovodni, antenski, radijski i televizijski, radarski) i drugo.
Pogodnost primjene metala za nosive konstrukcije zasniva se na njihovoj velikoj čvrstoći, elastičnosti i plastičnosti. Među metalima, zbog jeftinih valjanih proizvoda, uveliko prevladava čelik, dok se mnogo lakše, aluminijske slitine primjenjuju kada vlastita težina nosive konstrukcije ima presudno značenje. Metalne konstrukcije izrađuju se od osnovnih elemenata: nosača, štapova, lamela, limova, cijevi i specijalnih profila. Ti se proizvodi spajaju u radionicama i tvornicama u takozvane montažne elemente, što se danas provodi zavarivanjem, a nekoć se provodilo zakivanjem. Sklapanje tako dobivenih montažnih elemenata u cjelovitu konstrukciju obično se provodi na gradilištu, najčešće vijčanim vezama, a ponekad i tarnim spojevima s pomoću visokovrijednih prednapregnutih vijaka. Pojedini proizvođači razvili su konstrukcijske sustave (na primjer Mero sustav) koji se sastoje od tipskih, u tvornici izrađenih nosivih i spojnih elemenata, koji se na gradilištu jednostavno montiraju u konstrukcije najraznovrsnijih oblika. Metalne konstrukcije obično se izvode kao ravninske ili prostorne rešetke, grede i okvirni nosači; specijalne sustave čine viseće, spregnute (beton i čelik) i prednapregnute konstrukcije.

## Vanjske poveznice
- betonske konstrukcije Hrvatska tehnička enciklopedija, portal hrvatske tehničke baštine. LZMK

- drvene konstrukcije Hrvatska tehnička enciklopedija, portal hrvatske tehničke baštine. LZMK